# Molophilus phallosomicus
Molophilus phallosomicus är en tvåvingeart som beskrevs av Alexander 1939. Molophilus phallosomicus ingår i släktet Molophilus och familjen småharkrankar. Inga underarter finns listade i Catalogue of Life.